# Ignacy Tiegerman
Ignacy Tiegerman (ur. w Polsce 1893, zm. 30 maja 1968 w greckim szpitalu w Abassia (Egipt)) – polski pianista i pedagog.

## Życiorys
Studia muzyczne odbył w Wiedniu pod kierunkiem Teodora Leszetyckiego. Wpływ na jego sztukę miała też nauka u Ignacego Friedmana. Z Wiednia przeniósł się do Niemiec, gdzie studiował filozofię na berlińskim uniwersytecie.
W roku 1928 wyjechał do Stanów Zjednoczonych. Ze względu na astmę zdecydował się opuścić USA i zamieszkać w Egipcie. Do Kairu przybył w roku 1931. Miejscowe konserwatorium Berggrun obchodziło właśnie swoje dziesięciolecie. Wkrótce zmieniło swoją nazwę na konserwatorium Tiegermana i przeniosło się do obszerniejszych pomieszczeń przy Champollion Street. W Kairze spotkał skrzypka ze Lwowa, Adolfa Menaszesa, który został jego współpracownikiem. Menaszes poślubił pianistkę imieniem Sela, która również znalazła pracę w konserwatorium Tiegermana.
Był propagatorem muzyki europejskiej w Egipcie. Wykonywał głównie utwory kompozytorów Romantyzmu, jak John Field, Fryderyk Chopin i Johannes Brahms.
Podczas II wojny światowej, gdy wojska generała Erwina Rommla zbliżały się do Kairu, Tiegerman znalazł schronienie w Sudanie. Wystąpił tam w Chartumie z pierwszym koncertem w historii tego kraju. Powrócił do Kairu w roku 1943.
W grudniu 1949 wystąpił w Operze Królewskiej w Kairze z recitalem z okazji stulecia śmierci Chopina. Wykształcił wielu pianistów arabskich. Do jego uczniów należał też palestyński teoretyk literatury Edward Said.
Pochowany na cmentarzu żydowskim w Bassatine w pobliżu Kairu.